# Saint-Rome-de-Cernon
Saint-Rome-de-Cernon è un comune francese di 788 abitanti situato nel dipartimento dell'Aveyron nella regione dell'Occitania.

## Società

### Evoluzione demografica
Abitanti censiti